# Saints Row 2
Saints Row 2 - відеогра в жанрі пригодницький бойовик 2008 року, розроблена компанією Volition і видана THQ. Вона є продовженням Saints Row 2006 року і другою частиною серії Saints Row. Гра вийшла в жовтні 2008 року для PlayStation 3 та Xbox 360, в січні 2009 року для Microsoft Windows і в квітні 2016 року для Linux. Мобільна гра була розроблена компанією G5 Entertainment і також вийшла в жовтні 2008 року. Saints Row 2 безпосередньо продовжує події першої гри, оскільки персонаж гравця прокидається після коми через п'ять років і виявляє, що їхня банда, Святі 3-ї вулиці, була розпущена, а їхні колишні території захоплені новоствореними злочинними синдикатами і корумпованою корпорацією. За допомогою нових і старих союзників гравець намагається відновити «Святих» і відвоювати Стілвотер у їхніх суперників.
Сюжетні місії розблоковуються за бали «Поваги» — валюту, яку можна отримати, виконуючи міні-ігри та побічні місії. Поза межами основної історії гравці можуть вільно мандрувати Стілвотером, який був розширений новими локаціями і складається з двох основних островів. Гра ведеться від третьої особи, а її світом можна пересуватися пішки або на транспортному засобі. Гравці можуть боротися з ворогами, використовуючи різноманітну вогнепальну зброю, а також закликати на допомогу неігрових членів банди. Мережевий багатокористувацький режим дозволяє двом гравцям досліджувати Стілвотер разом, виконуючи місії та завдання, або декільком гравцям брати участь у різноманітних кооперативних та змагальних ігрових режимах.
Розробники Saints Row 2 обрали більш комедійний тон, щоб відрізнити гру від серії Grand Theft Auto, з якою більшість рецензентів порівнювали оригінальну гру через схожість сюжету та елементів геймплею. Реклама гри включала різні публічні покази, спеціальні видання та завантажуваний контент, включаючи пакети місій Ultor Exposed і Corporate Warfare. Відгуки були переважно схвальними, вихваляючи екшн і простий геймплей, критикуючи лише технічні моменти. Зокрема, порт для Windows гостро критикували за технічні проблеми, яких не було в жодній з інших версій. До листопада 2008 року було продано близько 400 000 копій гри, а до вересня 2010 року — 3,4 мільйона копій. Продовження, Saints Row: The Third, вийшло в листопаді 2011 року.

## Ігровий процес
Saints Row 2 — це пригодницька відеогра, дія якої відбувається у відкритому світі, пропонуючи гравцеві велике відкрите середовище, в якому можна пересуватися. Персонаж гравця здатний маневрувати в навколишньому середовищі, використовувати зброю та брати участь у ближньому бою. Після успішного завершення першої ігрової місії гравець зустрічає Святих з Третьої вулиці і починає свої підступні плани з бандою. Місії розблоковуються шляхом заробляння балів «Поваги» в міні-іграх та побічних місіях, і хоча виконання місій є необхідним для проходження гри, гравці можуть виконувати їх на власний розсуд. У разі невдалої спроби гравець має можливість миттєво повторити спробу виконання місії. Численні контрольні точки зберігають прогрес у кожній місії, а місії можна перегравати з локацій в оточенні. Окрім виконання місій, гравець може досліджувати довкілля, купувати предмети в крамницях та брати участь у вищезгаданих міні-іграх і побічних місіях. Гравець також може сіяти хаос у місті Стілвотер, що може спровокувати потенційно фатальну увагу з боку авторитетних сил. Гравець може вербувати членів дружньої банди та використовувати мобільний телефон для зв'язку з друзями та/або бізнесом, а також вводити чит-коди. Введення чит-кодів призведе до вимкнення досягнень на Xbox 360.
Гравці їздять на транспортних засобах, які викрадені, куплені або розблоковані. Окрім автомобілів, гравці можуть використовувати човни та гідроцикли, гелікоптери, літаки, та мотоцикли. Під час використання наземних або морських транспортних засобів можна активувати систему круїз-контролю. На мапі екрану паузи можна розміщувати маршрутні точки, залишаючи GPS-маршрут між місцем розташування персонажа та встановленим пунктом призначення. Гравці можуть викликати таксі та заплатити за послугу, щоб швидко пересуватися містом. Поїхавши наземні транспортні засоби до Механіків, гравці можуть застосовувати схеми фарбування, модифікації кузова, гідравліки та закису азоту.
Гравці створюють власного персонажа за допомогою системи, яка дозволяє їм змінювати стать, етнічну приналежність, фізичну форму, голос, обличчя та зачіску. Можна призначати стилі ходи та ведення бою, а також риси характеру. Гравці купують одяг, татуювання та пірсинг, а готові костюми можна купити або створити та зберегти в гардеробі персонажа гравця. Сховища дозволяють гравцям виводити зароблені гроші, змінювати вбрання, перегравати місії та зберігати гру. Сховища можна кастомізувати, застосовуючи теми та купуючи предмети, такі як телевізори та більярдні столи. Човни та літаки можна зберігати в придбаних доках та ангарах. Гравці обирають вбрання, транспортні засоби, жести та стилі графіті, які використовують вуличні члени «Святих Третьої вулиці».
Бойові системи Saints Row були оновлені, але багато базових елементів залишилися незмінними. Під час ближнього бою персонаж виконує комбо та атакує, а також може виконати завершальний хід, якщо отримує три послідовних удари. З пістолетом гравець може виконати атаку в пах, а також може збільшити приціл для більш точного прицілювання. Гравець також може використовувати живі щити, а також імпровізовану зброю, взяту з навколишнього середовища, наприклад, пожежні гідранти, цементні блоки. Якщо гравець вчиняє незаконні дії або підбурює членів конкуруючої банди, він привертає до себе потенційно смертельну увагу з боку авторитетних осіб або конкуруючих банд. Стовпчик поганої слави є візуальним відображенням активності реакції протилежної сторони, і постійне підбурювання цих груп призведе до більш потужної реакції, наприклад, спецпідрозділів поліції. Гравець продовжуватиме переслідуватися цими групами доти, доки його не схоплять або не вб'ють, і повинен знизити планку поганої слави, або ховаючись від поліції чи банди і чекаючи, поки вона знизиться, або шукаючи сповіді, яка за невелику плату очистить планку поганої слави. Якщо персонажа гравця заарештують або вб'ють, невеликий відсоток його заробітку буде вилучено, і гравець відродиться в органах правопорядку або медичних установах. Гра містить понад сорок різних видів зброї, багато з яких були перероблені з Saints Row. Гра дозволяє гравцеві використовувати нові типи зброї, прикладами яких є ранцеві заряди, ракетниці з лазерним наведенням, бензопили та ін. Гравець має можливість подвійного володіння пістолетом і пістолетом-кулеметом. Зброя може бути придбана гравцем у спеціальних магазинах або розблокована під час проходження гри.

## Відкритий світ
Гравці мандрують відкритим світом, вигаданим містом Стілвотер. Місто складається з сорока п'яти кварталів, розділених між двадцятьма районами. Воно стало більшим у порівнянні з версією Стілвотера з Saints Row, приблизно в півтора рази більше і включає нові райони, такі як в'язниця, атомна електростанція та розширений аеропорт та ін. Розробники гри заявили, що місто було дуже сильно переплановане, і кожен окремий район був так чи інакше змінений. Згідно з сюжетом, ігрова корпорація Ultor витратила понад 300 мільйонів доларів на перепланування міста, фінансуючи поліцію і, як вона стверджує, перетворивши «колись кримінальне місто третього рівня» на «урбаністичну утопію». Найбільш помітною зміною в місті є район Saint's Row, який був повністю перепланований і став місцем розташування штаб-квартири Ultor — височенного хмарочоса, відомого як Філіпс Білдінг. Багато старих районів з часів попередньої ревізії Стілвотера також зазнали змін. Прикладами можуть слугувати розширення району Сабурбс, який вдвічі перевищив розмір свого зображення в Saints Row, та Музейний район, в якому розміщено експозицію давньогрецького музею Ераменос, а також макети Афінського Акрополя та Театру Діоніса. Також з'явилося кілька абсолютно нових районів, таких як Марина та Університет.
З самого початку гри карта Стілвотера повністю видна. Однак, магазини та розваги будуть просто відображатися у вигляді знаку питання, поки гравець не виявить їх. Виконуючи місії та знищуючи ворожі укріплення, гравець отримує контроль над різними районами, на які розділене місто. У місті є понад 130 інтер'єрів, і в деяких з них можуть спрацьовувати приховані події, включаючи понад дев'яносто магазинів, які можна придбати, коли гравець контролює пов'язану з кожним магазином територію. Гравець отримує 10 % знижку у власних магазинах, а купівля цілої мережі відділів означає, що обличчя головного героя з'явиться на ігрових білбордах. Гра використовує технологію гри Red Faction: Guerrilla, ще однією грою, розробленою Volition, і тому певні елементи навколишнього середовища повністю руйнуються. У пісочниці розміщено кілька великодніх яєць, в тому числі великодній кролик, що виринає, який виграв титул «Найкраще великоднє яйце 2008 року».

## Система поваги
Система Поваги — це система підрахунку балів, де гравець заробляє бали Поваги для розблокування місій і просування по сюжетній лінії. Гравець може брати участь у сюжетних місіях та місіях у твердинях лише після того, як заповнить принаймні одну планку поваги, а бали поваги знімаються, коли гравець починає місію. «Ранг стилю» — це модифікатор кількості Поваги, яку гравець може заробити; він збільшується, коли гравець купує предмети для свого персонажа. Бали поваги можна заробити двома способами: виконуючи побічні місії, які називаються «Активності», і виконуючи міні-ігри та трюки, які називаються «Диверсії».
Існує широкий спектр завдань і диверсій, доступних для виконання гравцем. Багато з них з'явилися в Saints Row, а також у грі з'явилося багато нових, наприклад, підпільний бійцівський клуб, пародія на телешоу «Копи», відома як FUZZ, та багато інших. Кожна з них може бути розпочата з різних локацій і має шість рівнів складності, що зростають. Активності були розроблені як для одиночної, так і для спільної гри. Більшість Диверсій не мають конкретних точок старту. У грі є численні Диверсії, в які можна грати, наприклад, акти непристойного оголення, бойові та водійські трюки, автомобільний серфінг і міні-гра в жанрі жахів на виживання під назвою «Повстання зомбі».

## Багатокористувацький режим
Saints Row 2 має різні багатокористувацькі компоненти, реалізовані впродовж всієї гри. Через онлайн підключення або через System Linking гравець може проходити гру з партнером у кооперативі. У кооперативному режимі обидва гравці можуть досліджувати місто і просуватися в сюжетних місіях та міні-іграх. Обидва гравці отримують винагороду та кредити за виконання таких завдань, а також можуть грати один проти одного у змагальних метаіграх. Кооперативний режим працює за принципом «зайти/вийти», і немає обмежень щодо того, як далеко гравці можуть знаходитися один від одного.
Гра містить змагальні багатокористувацькі режими, що підтримують від чотирьох до дванадцяти гравців у матчі. Існує два стандартних режими смертельних боїв: вільний для всіх режим «Гангстерська бійка» та його командний варіант «Командна Гангстерська бійка». Інший режим, відомий як «Сильна рука», ставить дві команди одна проти одної, борючись за контроль над районом. У «Сильна рука» перемагає команда, яка першою заробить 100 000 000 доларів, а гроші заробляють, змагаючись віч-на-віч, контролюючи «мітки», які слугують бонусними модифікаторами, або усуваючи членів команди-суперника. Під час паті гравці можуть вільно пересуватися по лобі. Гравець може підвищити рейтинг у багатокористувацькій грі і відображає це, заробляючи різні «значки», які відображаються поруч з ім'ям гравця. Підвищуючи рейтинг, гравець може розблокувати дорожчий одяг для свого багатокористувацького персонажа.
Багатокористувацький режим на ПК та PlayStation 3 був припинений у травні 2014 року, коли сервери GameSpy були вимкнені. Однак у багатокористувацький режим версії для ПК все ще можна грати за допомогою програмного забезпечення для тунелювання локальної мережі, такого як Evolve або Tunngle, а в багатокористувацький режим версії для PS3 все ще можна грати за допомогою XLink Kai. Версії гри для Xbox 360 не постраждали, оскільки вони використовують Xbox Live для пошуку партнерів.

## Сюжет
Через п'ять років після вибуху на яхті Річарда Г'юза персонаж гравця (Чарльз Шонессі, Кенн Майкл, Алекс Мендоза, Кеті Семін, Ґ. К. Боуз або Ребекка Санабрія), який був єдиним, хто вижив, прокидається від коми в лазареті в'язниці суворого режиму Стілвотер після складної пластичної операції. Вони тікають до Стілвотера за допомогою Карлоса Мендози (Джо Камарено), брата колишнього члена «Святих з 3-ї вулиці», який пояснює, що банда розпалася. Більшість членів банди були заарештовані Троєм Бредшоу (Майкл Рапапорт), поліцейським під прикриттям, який проник у банду, будучи лейтенантом, а потім став начальником поліції, використовуючи свій вплив для захисту ув'язнених «Святих». За час відсутності банди, їхня колишня база операцій, район Saint's Row, була перепланована на незайманий комерційний і житловий район корпорацією Ultor, яка має подальші плани на Стілвотер.
Гравець працює над відновленням «Святих», рятуючи їхнього колишнього лейтенанта Джонні Ґета (Деніел Де Кім) від суду, вербуючи нових членів, серед яких знайомі Карлоса і Ґета Пірс Вашингтон (Аріф С. Кінчен) і Шаунді (Елайза Душку), яких вони швидко підвищують до лейтенантів, і облаштовуючи нову штаб-квартиру в готелі, зруйнованому під час землетрусу. Зрештою, гравець стає новим лідером «Святих», отримуючи прізвисько «Бос», і оголошує війну новим бандам, які захопили місто за час їхньої відсутності, призначаючи своїх лейтенантів, щоб дізнатися більше про кожну з них.
- Ґет і Пірс зосереджуються на «Ронінах» — японській банді бососоку, яка займається азартними іграми та порно, очолюваній Шого Акуджі (Юрій Ловенталь) та його заступником Джунічі (Брайан Ті) — від імені батька Шого, Кадзуо, який керує міжнародними операціями. Після того, як Святі грабують їхнє казино, Роніни мстяться, проникаючи в будинок подруги Ґета Аїші (Сай Сміт), вбивають її і важко ранять Ґета. Після того, як Ґет одужує, він і Бос мстяться, вбиваючи Джунічі (якого продав Шого через заздрість до тіснішого зв'язку Джунічі з Казуо), Шого (якого вони ховають живцем після того, як він влаштував засідку на похороні Айші) і, врешті-решт, Казуо, покінчивши з ронінами.
- Карлос досліджує Братство — банду, яка займається торгівлею зброєю, очолювану Маеро (Майкл Дорн), його дівчиною Джесікою (Хайме Пресслі) і тату-майстром Меттом (Ентоні Пульчіні). Після того, як Бос відхиляє пропозицію Маеро об'єднати зусилля і поділити прибуток 80 на 20, серія відплатних акцій «око за око» призводить до загибелі Карлоса (якого витягують обличчям донизу з кузова вантажівки, що мчить на великій швидкості, перш ніж Бос вбиває його з милосердя) та Джессіки (яку Бос замкнув у багажнику автомобіля, а потім невідомо як розчавив Маєро на своїй вантажівці-монстері). Не зумівши вбити Маеро під час штурму бази Братства, Бос врешті-решт ліквідує його під час перегонів на винищувачах.
- Шаунді розслідує справу Синів Самеді, гаїтянської вуду-банди, яка займається наркоторгівлею, на чолі з «Генералом» (Грег Іглз) та його правою рукою, Містером Саншайна (Філ ЛаМарр). Один з колишніх Шаунді, діджей Ветеран Чайлд (Ніл Патрік Гарріс) — високопоставлений лейтенант, якого банда змушує викрасти Шаунді після того, як Святі втручаються в їхню діяльність і викрадають більшість клієнтів. Бос вбиває Дитину-ветерана, щоб врятувати Шонді, а потім зосереджується на ліквідації Синів Самеді, вбиваючи Містера Саншайна і Генерала.
Після перемоги над усіма конкуруючими бандами Святі стають мішенню для владолюбного генерального директора Ultor, Дейна Вогеля (Джей Мор), який нацьковує банди одна на одну, щоб знизити вартість нерухомості в Стілвотері, яку Ultor міг би потім придбати і перепрофілювати. Відбивши кілька нападів приватної охорони Ultor, «Святі» мстяться, знищуючи одну з лабораторій компанії та вбиваючи її раду директорів. Скориставшись цим, щоб отримати повний контроль над Ultor, Вогель вирішує особисто розправитися зі Святими, але перш ніж він може це зробити, він стає їхньою мішенню на прес-конференції. Тікаючи назад до будівлі Ultor, Вогель переслідує Бос, який з боєм проривається до офісу Вогеля і вбиває його. Після цього Святі повертаються до беззаперечного правління над Стілвотером.
У будь-який момент гри Бос може прослухати розмови між Троєм і колишнім лідером «Святих» Джуліусом Літтлом (Кіт Девід) у поліцейській дільниці, з яких стає відомо, що Трой попросив Джуліуса розпустити банду в обмін на те, що він не заарештує певних членів банди. Знаючи, що гравець не погодиться, Джуліус намагався вбити їх на яхті Г'юза, а потім пішов у відставку. Бос телефонує колишньому лейтенанту «Святих» Дексу Джексону, який покинув банду і перейшов на роботу до Ультрара, щоб обговорити результати розслідування, і погоджується зустрітися з ним особисто. Однак, коли вони прибувають на місце, Боса зустрічає Джуліус, і він розуміє, що Декс заманив їх обох у пастку. Переживши напад сил безпеки Ultor, Бос і Джуліус сперечаються про те, на що перетворилися Святі, перш ніж Бос страчує Джуліуса з помсти.

## Розробка
Volition розпочала роботу над Saints Row 2 у 2005 році, приблизно за рік до виходу Saints Row. Вперше сиквел був анонсований генеральним директором THQ Брайаном Фаррелом під час конференц-дзвінка у лютому 2007 року, разом з іншими шістьма продовженнями франшизи на 2008 фінансовий рік. Подробиці гри почали з'являтися у травні 2008 року, після того, як вийшов перший тизер-трейлер, а сайти на кшталт IGN та GameSpot повідомили про ранню версію гри.
Однією з основних цілей команди розробників була розробка ідентичності для франшизи Saints Row у жанрі відкритого світу. Серія була відома як «клон Grand Theft Auto» на основі схожості її першого випуску з грою-пісочницею з відкритим світом Grand Theft Auto III. Відповідно, Saints Row 2 порівнювали з майбутнім продовженням серії Grand Theft Auto, Grand Theft Auto IV. На питання про близькі дати виходу двох сиквелів, головний продюсер Грег Донован відповів, що вони думають, що їхня гра може конкурувати, що він бачить, що сиквел Grand Theft Auto рухається «в більш реалістичному напрямку», і що в жанрі відкритого світу є «місце для більш ніж однієї гри», як «зовсім інший досвід, ніж те, що … інші ігри прагнуть зробити». Команда застосувала «надмірний» підхід до дизайну, з мультяшним пастишем та «диким і обурливим» геймплеєм. Багато ранніх ігрових елементів вважалися занадто грубими, щоб бути включеними до фінального релізу.
Багато хто з розробників оригінальної Saints Row продовжив роботу в команді сиквелу. Таким чином, команда працювала на основі отриманих уроків, а не починала заново. Обидві гри були схожі за дизайном. Вони переробили рушій, щоб покращити графіку сиквелу, додали контрастні та якісніші текстури, щоб зробити міське середовище Стілвотера більш реалістичним. Візуальні покращення були застосовані до людей, автомобілів, вибухів, освітлення, тіней та погодної системи. Головною метою дизайну було «створити світ, який існує незалежно від гравця», з більш реалістичними неігровими персонажами (NPC), які курять сигарети, користуються мобільними телефонами, п'ють каву, відкривають парасолі під час дощу та фізично взаємодіють. Рушій оригінальної гри не міг підтримувати близьку взаємодію NPC, наприклад, сидіння разом або обійми. Оскільки дизайн міста був завершений наприкінці розробки, команда вручну розмістила 20 000 вузлів по всьому ігровому світу, які запускають дії NPC.
Оповідь серії Saints Row була задумана як історія з трьох частин, з Saints Row 2 як другою з трьох. Хоча розробники продовжили історію оригінальної гри, вони прагнули пристосувати її до новачків у серії. Остаточний сценарій мав приблизно 80 000 рядків діалогів, що вдвічі більше, ніж у Saints Row. Історія отримала сильний кінематографічний вплив від фільмів Квентіна Тарантіно «Кримінальне чтиво» та «Убити Білла». Хоча сценарій був написаний, щоб слідувати «шляхом зради, помсти та спокути», гра зберегла легкий гумор Saints Row, з «надмірно викривленою, соціально спотвореною» розповіддю, що поєднується з темними, грубими моментами. За словами Джеймса Цая, одного з провідних дизайнерів, у Saints Row 2 мовчазний головний герой заговорив, що надало йому більше індивідуальності та покращило розповідь. Вони прагнули сильно стилізувати персонажів гри та надати їм унікальні риси характеру. Базовий дизайн персонажів природно випливав з історії, яку хотіла розповісти Volition, але особистості та манери персонажів були в основному продуктом озвучення, де актори мали свободу інтерпретувати та розвивати своїх персонажів. Серед акторів, які озвучують гру, є зірки кіно та телебачення, такі як Ніл Патрік Гарріс, Майкл Дорн, Міла Куніс, Джей Мор, Кіт Девід та Елайза Душку.
Хоча перша гра була випущена як ексклюзив для Xbox 360, Volition розширила початкову розробку сиквелу на платформу PlayStation 3. Платформа була успішною в Європі, де Volition хотіла розширитися. Порт був розроблений власними силами командою, яка раніше працювала над розробкою Xbox 360. Вони боролися з архітектурою Cell на PlayStation 3. Гра була особливо нестабільною під час розробки і вилітала після кількох годин гри. Головний продюсер Грег Донован звинуватив їх у тому, що вони «не змогли довести системи та функції до кінця», оскільки програмісти боролися з помилками в останню хвилину, художникам не вистачало часу на доопрацювання дизайну, і, як наслідок, версії для PlayStation не були готові до кінця циклу розробки.

## Саундтрек та аудіо
Саундтрек гри містить близько 170 ліцензійних треків, які можна слухати на дванадцяти ігрових радіостанціях за кермом або вдома. Жанри станцій включають поп, рок, хіп-хоп, R&B, фанк, соул, альтернативу, інді, метал, легку музику, етнічну, класику, регі та електронну музику з такими виконавцями, як As I Lay Dying, Opeth, Duran Duran, Lamb of God, The Used, My Chemical Romance, Avenged Sevenfold, Paramore, Panic! at the Disco та Run-D.M.C. Гравець може створити власний плейлист з ліцензійних треків для відтворення на окремій станції. Бюджет провідного аудіо-дизайнера Френка Петрейкіса на ліцензійну музику був удвічі більшим, ніж у попередній грі, щоб забезпечити більш відомі треки.
Volition поширила надмірну атмосферу та гумор гри на радіостанції за допомогою рекламних роликів. Наприклад, рекламні ролики, які просували продукцію корпорації Ultor, слугували для посилення відчуття гравця всюдисущості корпорації у Стілвотері. Реклами радіо були записані з акторами в одній кімнаті, а не окремо, щоб максимізувати їхній груповий динамізм. Багато внутрішньоігрових рекламних роликів пройшли через кілька чернеток, і розробники вважали цей процес написання складним.

## Маркетинг
Перед виходом Saints Row 2 інтенсивно рекламували та просували за допомогою інтернет- і телевізійних трейлерів. Volition також провела кілька фан-конкурсів з атрибутикою, пов'язаною з серією, як призами. Початкова дата виходу гри була відкладена з маркетингових міркувань. Перший трейлер гри, у березні 2008 року, був представлений як туристичний ролик про роль корпорації Ultor у відбудові Стілвотера. Повноцінна маркетингова кампанія за участю американського кіноактора Гері Б'юзі розпочалася наступного місяця. Серія відеороликів «Вуличні уроки з дядьком Гері» демонструвала окремі аспекти ігрового процесу. Наступні трейлери протягом наступних кількох місяців також висвітлювали елементи ігрового процесу, але один з них висвітлював відсутність реіграбельності Grand Theft Auto IV, а інший демонстрував кооперативний режим з використанням персонажів, змодельованих на основі кандидатів на президентських виборах 2008 року у Сполучених Штатах. У липні 2008 року було запущено оновлений офіційний вебсайт та мережу спільноти, а американська порноакторка Тера Патрік знялася у власній маркетинговій кампанії для гри.
У середині 2008 року проводилися рекламні конкурси «Pimp Your Crib» та «Summer of Bling». Ще один конкурс від THQ та WorthPlaying дарував переможцю поїздку на багатокористувацький захід Saints Row 2 у Сан-Франциско та публікацію своїх думок в Інтернеті. Британський модний лейбл Joystick Junkies провів конкурс дизайну футболок у вересні 2008 року, а найкраща робота увійшла до першого завантажувального контент-пакунку гри. Ще один раунд «Summer of Bling» присудив футболки як призи. Інструмент «Trick Your Pack», запущений у вересні, дозволив гравцям створювати власну обкладинку гри. Були й інші акції та розіграші. На конвенціях Saints Row 2 з'явилася на E3 2008, THQ Gamer's Day, Comic Con, PAX, GameStop Expo, і Leipzig Games Conventions. Гра також рекламувалася під час музичного туру Myspace Music Tour та австралійської акції зі збору коштів на користь чоловічого здоров'я в листопаді 2008 року. У листопаді THQ підписала угоду з Massive Incorporated про розміщення внутрішньоігрової реклами на їхніх продуктах Xbox 360 та PlayStation 3. У грі та в Інтернеті гравці також можуть знайти кіноафіші по всьому місту, які рекламують майбутні релізи.

## Реліз
Спочатку реліз гри в Північній Америці був запланований на 26 серпня 2008 року, але був відкладений до 14 жовтня як для того, щоб додати останні штрихи, так і для того, щоб запустити гру в більш вигідний час. Гра вийшла в трьох різних «колекційних виданнях», кожне з яких містило копію гри, постер, лімітований арт-бук і кілька додаткових матеріалів. Ексклюзивне для Австралії та Нової Зеландії «Ініціаційний пакет» Saints Row 2 включав такі рекламні предмети, як коробка з-під піци та USB-накопичувач у формі кулі, а «Збройний пакет» — USB-накопичувач у формі пістолета. За місяць до виходу гри продюсер Saints Row 2 Ден Саттон заявив в інтерв'ю, що вони «безумовно» планують зробити завантажуваний контент.

## Релізи для ПК
У червні 2008 року THQ підтвердила, що порт гри для Microsoft Windows перебуває в розробці. Він був розроблений командою локалізаторів з CD Projekt, Центру локалізації CD Projekt. Студія пізніше стала відома як Porting House, а Volition називала її «CD Projekt Black» (паралельно з CD Projekt Red). Порт вийшов у Північній Америці 5 січня 2009 року, в Європі — 23 січня, а в Австралії — 5 лютого. У квітні 2016 року Volition випустила Linux-порт версії для Windows.
Після аукціону з продажу активів THQ після її банкрутства у 2013 році, вихідний код для ПК-порту Saints Row 2 вважався втраченим. Тим часом гра стала вкрай непридатною для гри, без підтримки багатокористувацької гри після закриття сервісу GameSpy. У жовтні 2019 року Volition оголосила, що знайшла вихідний код і що вона розпочне роботу над відновленням гри для сучасних систем, включаючи заміну GameSpy на підтримку підбору матчів Steam, а також дозволить користувацькі моди. Крім того, коли оновлення буде випущено, воно міститиме два DLC, «Ultor Exposed» та «Corporate Warfare», які раніше не були випущені для персональних комп'ютерів. 5 серпня 2021 року менеджер спільноти, який очолював зусилля, Майк Вотсон (також відомий як «IdolNinja»), помер від раку, але він знав, що його стан погіршувався протягом попереднього року, і забезпечив, щоб робота була передана невеликій команді, яка продовжила роботу без його керівництва, за підтримки Volition та Deep Silver.

## Завантажуваний контент
Saints Row 2 отримала кілька випусків завантажувального контенту (DLC), включаючи два епізодичні доповнення: Ultor Exposed та Corporate Warfare.
Ultor Exposed додає можливість кастомізації персонажів та варіанти транспортних засобів, включаючи тематичний контент Red Faction: Guerrilla. Святі намагаються знищити Ultor і отримують допомогу від працівника Ultor, Тера, щоб викрити темний бік Ultor. Він також додає багатокористувацький контент, включаючи чотири багатокористувацькі онлайн-карти та метагру в кооперативному режимі, в якій гравці змагаються за грошовий бонус під час сюжетних місій, накопичуючи бали від спеціальних бонусів за вбивства та пошкодження майна. У місіях доповнення з'являється американська порноакторка Тера Патрік, яка грає інформаторку та колишню мікробіологиню корпорації Ultor. Спочатку запланований до виходу 16 квітня 2009 року, доповнення було відкладено на тиждень до 23 квітня, щоб його можна було випустити разом з демо-версією гри Volition — Red Faction: Guerrilla. Реліз відбувся 23 квітня 2009 р. IGN похвалив нову кооперативну метагру, але розкритикував відносно короткі місії. Eurogamer дав негативну рецензію та розкритикував її ціннісну пропозицію.
Corporate Warfare зосереджується на боротьбі між 3rd Street Saints та Ultor Corporation. Пакет додає костюм персонажа, волосся на обличчі, та варіанти транспортних засобів. Він також включає три багатокористувацькі мапи та ще одну метагру для кооперативного режиму, в якій гравці змагаються в рейтингу, виконуючи трюки на транспортних засобах. Corporate Warfare була випущена через цифрове завантаження 28 травня 2009 року.

## Прийом
Релізи гри для PlayStation 3 та Xbox 360 отримали «загалом сприятливі» відгуки, згідно з оцінками агрегатора оглядів відеоігор Metacritic, а реліз для Windows отримав «змішані або середні» відгуки.
Бен «Yahtzee» Крошоу з The Escapist's Zero Punctuation назвав Saints Row 2 своєю грою 2008 року. Вона посіла друге місце у загальному рейтингу GameShark та рейтингу Xbox 360 ігор року. Game Developer включив Volition до списку 50 найкращих розробників року за роботу над грою, а THQ до списку 20 найкращих видавців.
Консольна версія Saints Row 2 отримала загалом позитивні відгуки. Версія для ПК була відносно менш добре прийнята через проблеми з частотою кадрів та візуальними спливаючими вікнами. 1UP.com поставив грі четвірку, заявивши, що вона «насолоджується гедоністичними аспектами жанру відкритого світу», що в ній «багато інновацій» і що «досконалість презентації робить світ Saints Row 2 чудовим вступом для новачків до ігор з відкритим світом».
Eurogamer оцінив гру на 9/10, заявивши, що це «одна з найсмішніших і найприємніших ігор року». Game Informer оцінив гру на 8,75/10, заявивши, що «по-своєму безглуздо, як у кіно, це до біса весела гра» і «професійно гарно проведений час». GameSpot оцінив гру на 8.0/10, заявивши, що «від початку до кінця це одна з найвеселіших ігор про міський хаос» і що вона «змусить вас довго і з задоволенням створювати хаос». GameSpy дав грі чотири з половиною зірки з п'яти, заявивши, що вона «пропонує досвід стрільби і водіння, який є дуже веселим», і що вона «свідомо смішна у своїй нешанобливості» і «безумовно сподобається більшій частині аудиторії».
IGN U.S оцінив гру на 8,2/10, зазначивши, що «основний ігровий процес надзвичайно приємний», IGN AU оцінив гру на 8/10, зазначивши, що це «велика, тупа забава». IGN UK оцінив гру на 7,5/10, зазначивши, що вона стверджуючи, що вона «демонструє, що ігри з відкритим світом ще не вичерпали себе», і що «тут, безумовно, достатньо, щоб розважити будь-яких фанатів насильства в пісочниці».
Серед позитивних відгуків, деякі видавці дали грі загалом негативні рецензії. Британський журнал Edge поставив грі 5/10, зазначивши, що «мало які деталі гри надовго залишаться у вашій пам'яті, а її пустотлива спрямованість означає, що вона рідко дає вам щось цікаве, що можна зробити з пропонованими іграшками».
Entertainment Weekly назвав гру «расистською, жінконенависницькою, грубою, цинічною, позбавленою гумору і тупою» і назвав її найгіршою грою 2008 року, хоча раніше поставив їй четвірку і назвав «крадіжкою часу».
Гра не отримала схвальної реакції з боку нью-йоркської влади та поліції. Представники міської влади вимагали прибрати гру з полиць після її виходу; голова профспілки поліції Нью-Йорка Патрік Лінч розкритикував гру, заявивши, що «ці жахливі та жорстокі відеоігри десенсибілізують молодих людей до насильства, заохочуючи розпусту, аморальність та прославляючи злочинну поведінку».
Джек Томпсон, колишній адвокат і давній критик жорстоких відеоігор, назвав Saints Row 2 «крадіжкою Grand Theft Auto» і сказав, що «як і у випадку з порнографією, як і у випадку з насильством, наступні продукти мають тенденцію виходити за рамки дозволеного». У вівторок, 14 жовтня 2008 року, в день виходу гри в США, кандидат Леслі Крокер Снайдер та інші виступили проти гри в оточенні членів поліцейської профспілки, які підтримують її кандидатуру.
У липні 2008 року губернатор Девід Патерсон підписав закон, що вимагає від відеоігор чіткого відображення вікових рейтингів і зобов'язує до 2010 року встановити батьківський контроль на ігрових приставках.

## Продажі
За перший місяць Saints Row 2 було продано приблизно 365 000 копій, що перевищило продажі Dead Space, яка вийшла того ж дня. Більшість цих продажів припала на версію для Xbox 360. До кінця 2008 року було продано понад два мільйони копій гри. Проте аналітик Даг Крейц повідомив, що продажі гри до цього моменту були значно нижчими за очікувані. Після виходу Saints Row 2 для Windows у січні 2009 року, до наступного місяця було продано понад 2,6 мільйона копій. У травні 2009 року THQ повідомила про збитки у розмірі 431 мільйона доларів, але продажі Saints Row 2 склали 2,8 мільйона. Разом з оригінальним релізом, серія продалася по всьому світу на суму понад шість мільйонів, що зробило її однією з найбільш продаваних франшиз відеоігор.
Станом на вересень 2010 року Saints Row 2 було продано понад 3,4 мільйона одиниць по всьому світу. Успіх гри змусив THQ переключити свою увагу на великі франшизи.